# Anonyme IV
Pour les articles homonymes, voir Anonymous 4.
Anonyme IV est un traité médiéval décrivant les pratiques musicales de Notre-Dame. Il semble avoir été rédigé entre 1270 et 1275, c'est-à-dire près d'un siècle après les débuts des premiers maîtres importants de Notre-Dame. Ce texte cite des pièces qui peuvent ainsi être attribuées à Léonin ou Pérotin. 
Les trois manuscrits connus étant de provenance anglaise, on suppose généralement que l'auteur du traité était un étudiant d'Angleterre.
La dénomination provient du musicologue Edmond de Coussemaker (1805-1876) qui l'a publié « en quatrième position dans une série de traités anonymes ».